# Charles J. Pedersen
Charles John Pedersen (Pusan, 3 ottobre 1904 – 26 ottobre 1989) è stato un chimico statunitense.

## Biografia
La madre era giapponese mentre il padre era un ingegnere navale norvegese. Studiò prima in Giappone, al Saint Joseph College di Yokohama e poi in America, all'Università di Dayton, nell'Ohio. Laureatosi qui in ingegneria chimica, ottenne in seguito un master in chimica organica presso il Massachusetts Institute of Technology. Non rimase comunque al MIT fino al conseguimento del Ph.D., in quanto la sua voglia di lavorare era grande. Venne assunto alla DuPont, dove sarebbe rimasto per l'intera durata della sua carriera da chimico, ben 42 anni.
Nel 1960, durante i suoi studi, scoprì casualmente una molecola, il dibenzo18-crown-6, in grado di portare in soluzioni organiche ioni come il potassio (e quindi i relativi controioni, ad esempio il permanganato). Era il primo degli eteri corona, che continuò a studiare fino al 1969, l'anno del pensionamento dalla DuPont. Pedersen ne descrisse il metodo di sintesi in una pubblicazione del 1967 divenuta un classico per i ricercatori. Per questa sua scoperta vent'anni dopo, nel 1987, gli fu assegnato il premio Nobel per la chimica insieme a Donald J. Cram e Jean-Marie Lehn.
Nonostante fosse malato di mieloma, si recò a Stoccolma a ritirare il premio Nobel; morì due anni dopo, il 26 ottobre 1989, a Salem nel New Jersey.